# Wilhelm Meisel
Wilhelm Meisel (ur. 7 stycznia 1904, zm. 3 czerwca 2009 w Wodzisławiu Śląskim) – polski piekarz, w momencie poprzedzającym śmierć był ostatnim żyjącym weteranem powstań śląskich oraz najstarszym mieszkańcem gminy Gorzyce.
Pochodził z rodziny piekarskiej, jego ojciec August miał piekarnię w Turzy Śląskiej. Podobnie jak ojciec był członkiem Polskiej Organizacji Wojskowej. Uczestniczył w II i III powstaniu śląskim. W czasie II wojny światowej pomagał więźniom filii oświęcimskiego obozu koncentracyjnego, która znajdowała się na terenie kopalni „Fryderyk”.
Posiadacz licznych odznaczeń w tym Krzyża Oficerskiego Orderu Odrodzenia Polski i Śląskiego Krzyża Powstańczego. Tradycje swojej macierzystej jednostki przekazał Jednostce Strzeleckiej 2023 Związku Strzeleckiego "Strzelec" OSW w Wodzisławiu Śląskim.
Przez 75 lat pracował, a następnie prowadził rodzinną piekarnię. Był zaangażowany w sprawy środowiska rzemieślniczego. Miał 8 dzieci, 12 wnuków i 13 prawnuków.